# (78071) Vicent
Vicent. Asteroide n.º 78071 de la serie (2002 LT6), descubierto el 1 de junio de 2002
por Rafael Ferrando desde el Observatorio Astronómico Pla D'Arguines de Segorbe, en la provincia de Castellón (España). Tiene un diámetro de 5 km, se encuentra entre las órbitas de Marte y Júpiter y tarda 4 años y medio en dar una vuelta al Sol.
Está dedicado a Francesch Vicent (1450-1512), nacido en la ciudad de Segorbe y autor del libro “Llibre dels jochs partitis dels schachs” escrito en el año 1495, siendo el primer manual técnico de ajedrez moderno, en el que se recogía las nuevas reglas del ajedrez con la dama o reina.